# Светлое Озеро (Ершовский район)
Светлое Озеро — село в Ершовском районе Саратовской области, в составе сельского поселения Кушумское муниципальное образование. 
Население - 25 (2010)

## История
Согласно Списку населённых мест Российской империи по сведениям за 1859 год деревня Светлое Озеро относилась к Новоузенскому уезду Самарской губернии. В деревне проживали свыше 70 мужчин и 65 женщин жителей. Согласно Списку населённых мест Самарской губернии по сведениям за 1889 год деревня относилась к Верхне-Кушумской волости Новоузенского уезда. В деревне проживало 240 жителей. Земельный надел составлял 528 десятин удобной и 24 неудобной земли
Согласно Списку населённых мест Самарской губернии 1910 года деревню населяли бывшие помещичьи крестьяне, преимущественно русские, православные, 220 мужчин и 202 женщины, в деревне имелась церковно-приходская школа.
В 1919 году в составе Новоузенского уезда деревня включена в состав Саратовской губернии.

## Физико-географическая характеристика
Село находится в Заволжье, в пределах Сыртовой равнины, относящейся к Восточно-Европейской равнине, на левом берегу реки Кушум, на высоте около 60 метров над уровнем моря. Почвы - тёмно-каштановые.
Село расположено в северной части района примерно в 18 км по прямой от районного центра города  Ершов. По автомобильным дорогам расстояние до районного центра - 33 км, до областного центра города Саратова - 230 км. 
Часовой пояс
Светлое Озеро, как и вся Саратовская область, находится в часовой зоне МСК+1. Смещение применяемого времени относительно UTC составляет +4:00.

## Население
Динамика численности населения по годам:
| Годы      | 1859 | 1889 | 1897 | 1910 | 2002 |
| --------- | ---- | ---- | ---- | ---- | ---- |
| Население | 135  | 240  | 301  | 422  | 88   |

| 2010 |
| ---- |
| 25   |

Национальный состав
Согласно результатам переписи 2002 года русские составляли 66 % населения села.